# Lipaugus uropygialis
Guarda-bosques-d'asa-curva ou tropeiro-de-asa-curva (Lipaugus uropygialis) é uma espécie de ave da família Cotingidae.
Pode ser encontrada nos seguintes países: Bolívia e Peru.
Os seus habitats naturais são: regiões subtropicais ou tropicais húmidas de alta altitude.
Está ameaçada por perda de habitat.